# Astarte trigonata
Astarte (Carinastarte) trigonata is een uitgestorven marien tweekleppig weekdier.

## Beschrijving

### Schelpkenmerken
De schelpen zijn stevig en hebben een ongelijkzijdige driehoekige vorm. De umbo is spits toelopend, ligt voor het midden van de schelp en is naar voren gebogen. De onderzijde van de schelp loopt recht en is soms iets concaaf. De onderrand gaat met een knik over in de achterzijde. Van de umbo naar deze knik loopt een zwak gebogen kiel over de schelp. De sculptuur bestaat uit tamelijk brede concentrische ribben die bij de umbo geconcentreerd zijn. De ribben zijn door een vrij brede tussenribsruimte van elkaar gescheiden. Het overige deel van de schelp is afgezien van zwakke onregelmatige groeilijnen geheel glad. Aan weerszijden van de umbo liggen langgerekt halvemaanvormige onscherp begrensde gladde veldjes. Aan de binnenzijde is de onderrand gecrenuleerd. Er is een krachtig heterodont slot. Een mantelbocht ontbreekt in de duidelijk geprononceerde mantellijn. Er zijn aan weerszijden twee duidelijke en iets verdiepte spierindruksels aanwezig.

### Afmetingen van de schelp
- lengte: tot 22 millimeter.

### Levenswijze
Astarte trigonata wordt tot de infauna gerekend en is vrijwel zeker een filteraar geweest.

### Fossiel voorkomen
Astarte trigonata is alleen fossiel bekend uit afzettingen uit het Plioceen in het Noordzeebekken. De soort is zeldzaam aanwezig in het oudere deel van de Formatie van Oosterhout in de (Subzone van Chlamys gerardi en Astarte trigonata).
Op het Noordzeestrand spoelt deze soort zeer zeldzaam aan op stranden in de provincie Zeeland.

### Oorsprong
Astarte trigonata is de laatste vertegenwoordiger uit een groep van soorten endemisch in het Noordzeebekken die een evolutionaire lijn vormt. Deze ontwikkeling begint tijdens het Mioceen begint en eindigt in het Plioceen. Andere soorten uit deze lijn zijn Astarte rollei en Astarte reimersi.